# Nepovratni ventil
Nepovratni ventil dozvoljava protok fluida (tekućine i plinovi) samo u jednom smjeru (poput diode u elektronici), uz minimalno mogući pad tlaka (mali otpor). Taj pad tlaka je kriterij kvalitete nepovratnog ventila. Pladanj ventila može imati oblik kugle, stožca, tanjura ili čahure. Ventil može biti neopterećen ili opterećen (s oprugom).

## Zaporni ventili u hidraulici
Nepovratni ventil spada u grupu zapornih ventila. Zaporni ventili ne dopuštaju protok u jednom smjeru (zatvaraju), a propuštaju u suprotnom smjeru. Povećanje tlaka na izlaznoj strani potpomaže zapornu funkciju (brtvljenje).
Dvije su vrste zapornih ventila:
- za zatvaranje potreban pad tlaka Δp na ventilu u nedozvoljenom smjeru (bez opruge) i
- zatvara već kad izostane pad tlaka na ventilu (s oprugom koja zatvara ventil).

Zaporni ventili se mogu podijeliti na:
- nepovratni ventili
- uvjetno zaporni ventili (logički I)
- naizmjenično zaporni ventili (logički ILI)
- brzoispusni ventili

### Uvjetno zaporni ventil (I-ventil)
Uvjetno zaporni ventil ostvaruje logičku I-funkciju. Ventil se zatvara (poput nepovratnog) ako tlak djeluje na bilo kojem ulaznom priključku, ali se ne može zatvoriti kad djeluje na oba. Ista funkcija može se ostvariti pomoću 3/2 razvodnika u pasivnom ili serijskom spoju. I-funkcija koristi se na primjer pri upravljanju prešama (2 tastera za dvije ruke, da se izbjegnu ozljede ruku). Tijekom izlaska klipnjače nije dozvoljeno otpustiti niti jedan razvodnik za pokretanje, inače se klipnjača odmah vraća u polazni položaj.

### Naizmjenično zaporni ventil (ILI-ventil)
Naizmjenično zaporni ventili ostvaruju logičku ILI funkciju. Tlak se prenosi na izlazni priključak, kad tlak djeluje na jedan (bilo koji) ulazni priključak, a istovremeno se drugi (odzračeni) ulazni priključak zatvara. Ako tlak djeluje na oba ulazna priključka, otvoren je kroz jedan od njih (ili kroz oba) prolaz prema izlaznom priključku.

### Brzoispusni ventil
Brzoispusni ventili koriste se za ubrzanje pražnjenja cilindra, čime se povećava brzina kretanja klipa. Cilindar se ne prazni preko upravljačkog razvodnika, nego preko brzoispusnog ventila. Brzoispusni ventil ima relativno veliki protočni presjek i predstavlja manji otpor strujanju medija koji izlazi iz cilindra nego razvodnik. Također, u slučaju pražnjenja cilindra kroz razvodnik, na razvodniku se javlja buka zbog prigušivanja zraka.

## Zaporni ventili u pneumatici
Zaporni ventili ne dopuštaju protok stlačenog zraka u jednom smjeru (zatvaraju), a propuštaju ga u suprotnom smjeru (kao dioda). Povećanje tlaka na izlaznoj strani potpomaže zapornu funkciju (brtvljenje). Zaporni ventili se obično dijele na:
- nepovratni ventili;
- uvjetno zaporni ventili (logički I);
- izmjenično zaporni ventili (logički ILI);
- brzoispusni ili brzoodzračni ventili.

### Nepovratni ventil
Nepovratni ventili potpuno zatvaraju protok u jednom smjeru, a u suprotnom propuštaju stlačeni zrak, uz najmanje mogući pad tlaka (mali otpor). Nepovratni ventili djeluju kao diode u električnom krugu. Taj pad tlaka je kriterij kvalitete ventila. Zatvaranje se postiže pomoću zapornih dijelova: ploča (tanjur), stožac, kugla. Nepovratni ventili često se kombiniraju s prigušnim ventilima. Dvije su vrste nepovratnih ventila (i simbola):
- nepovratni ventil sa zatvorenim protokom ako je tlak na izlaznoj strani veći nego na ulaznoj strani;
- nepovratni ventil s protokom zatvorenim kada je tlak na izlaznoj strani nepovratnog ventila veći ili jednak tlaku na ulaznoj strani.

### Uvjetno zaporni ventil (I-ventil)
Uvjetno zaporni ventil ostvaruje logičku I-funkciju. Ventil se zatvara (poput nepovratnog) ako tlak djeluje na bilo kojem ulaznom priključku, ali se
ne može zatvoriti kad djeluje na oba. Ista funkcija može se ostvariti pomoću 3/2 razvodnika u pasivnom ili serijskom spoju. I-funkcija koristi se na primjer pri upravljanju prešama (2 tastera za dvije ruke, da se izbjegnu ozljede ruku. Tijekom izlaska klipnjače nije dozvoljeno otpustiti niti jedan razvodnik za start, inače se klipnjača odmah vraća u polazni položaj.

### Izmjenično zaporni ventil (ILI-ventil)
Izmjenično ili naizmjenično zaporni ventili ostvaruju logičku ILI funkciju. Tlak se prenosi na izlazni priključak, kad tlak djeluje na jedan (bilo koji) ulazni
priključak, a istovremeno se drugi (odzračeni) ulazni priključak zatvara. Ako tlak djeluje na oba ulazna priključka, otvoren je kroz jedan od njih (ili kroz oba) prolaz prema izlaznom priključku.

### Brzoispusni ventil
Brzoispusni ili brzoodzračni ventili koriste se za ubrzanje pražnjenja pneumatskog cilindra, čime se povećava brzina kretanja klipa. Cilindar se ne prazni preko upravljačkog razvodnika, nego preko brzoispusnog ventila. Brzoispusni ventil ima relativno veliki protočni presjek i predstavlja manji otpor strujanju stlačenog zraka koji izlazi iz cilindra nego razvodnik.
Također, u slučaju pražnjenja cilindra kroz razvodnik, na razvodniku se javlja buka zbog prigušivanja zraka. Prilikom punjenja cilindra zaporni element brzoispusnog ventila zatvara priključak i svojim deformiranjem omogućava prolaz od razvodnika prema cilindru. Prilikom pražnjenja zaporni element zatvara priključak i onemogućava odzračivanje cilindra preko razvodnika, uz istovremeno otvaranje prolaza od cilindra prema odzračnom otvoru.

## Slike
|                                                                               |                             |                                    |                     |
| Nepovratni ventil s polukuglom i mogućnošću mehaničkog (prisilnog) otvaranja. | Uvjetno zaporni (I) ventil. | Naizmjenično zaporni (ILI) ventil. | Brzoispusni ventil. |